# 丸田隆
丸田 隆（まるた たかし、1949年6月14日 - ）は、日本の弁護士・法学者。学位は、法学博士（論文博士・1990年）（学位論文「アメリカ陪審制度研究 ジュリー・ナリフィケーションを中心に」）。関西学院大学名誉教授。専門は、アメリカの陪審制度を中心に、裁判制度への市民参加。

## 略歴
和歌山県田辺市生まれ。関西学院大学法学部卒、同大学院法学研究科修了、1990年「アメリカ陪審制度研究 ジュリー・ナリフィケーションを中心に」で法学博士の学位を取得。ミシガン・ロー・スクール大学院修了（LL.M.）。1981年甲南大学法学部助教授、1988年同教授、1996年関西学院大学法学部教授、2004年関西学院大学法科大学院（ロースクール）教授。2006年弁護士登録（兵庫県弁護士会）。
この間、ミシガン・ロースクール客員教授、英国サセックス大学刑事法センター客員教授、ハワイ大学ロースクール客員教授、ハーバード・ロー・スクール客員研究員、コロンビア・ロー・スクール客員研究員、ニューヨーク大学（NYU）ロー・スクール研究員、同特任教授、ニューヨーク・デイ・ピットニー法律事務所客員弁護士などを務めた。

## 著書
- 『アメリカ陪審制度研究 ジュリー・ナリフィケーションを中心に』法律文化社、1988
- 『陪審裁判を考える 法廷にみる日米文化比較』中公新書、1990
- 『銃社会アメリカのディレンマ』日本評論社、1996
- 『アメリカ民事陪審制度 「日本企業常敗」仮説の検証』弘文堂、1997
- 『裁判員制度』平凡社新書、2004
- 『現代アメリカ法入門 アメリカ法の考え方』日本評論社、2016
- 『アメリカ憲法の考え方』日本評論社、2019

### 編著
- 『日本に陪審制度は導入できるのか その可能性と問題点』編、現代人文社、2000

### 翻訳
- ニール・ヴィドマー, ヴァレリー・ハンス『アメリカの刑事陪審 その検証と評価』編訳 日本評論社、2009

## 論文
- <丸田隆